# William McDowell-White
William McDowell-White, né le 13 avril 1998, à Brisbane, en Australie, est un joueur australien de basket-ball. Il évolue aux postes de meneur et d'arrière.

## Biographie
En juillet 2025, McDowell-White rejoint la Jeunesse laïque de Bourg-en-Bresse, en première division française.